# Камил Стох
Ка̀мил Виктор Стох (на полски: Kamil Wiktor Stoch) (роден на 25 май 1987 г. в Закопане) е полски състезател по ски скокове, двукратен олимпийски шампион от Сочи, индивидуален световен шампион и бронзов медалист отборно от Вал ди Фиеме 2013, двакратен носител на второ място в генералното класиране на Лятно Гранд При в ски скокове, шесткратен индивидуален шампион на Полското първенство по ски скокове, третият играч на Световното първенство 2012/2013, двакратен отборен вицешампион на Световното първенство за юноши по северни дисциплини.

## Зимни олимпийски игри
- Торино 2006
  - Индивидуално, нормална шанца – 16-о място
  - Индивидуално, голяма шанца – 26-о място
  - Отборно, голяма шанца – 5-о място
- Ванкувър 2010
  - Индивидуално, нормална шанца – 27-о място
  - Индивидуално, голяма шанца – 14-о място
  - Отборно, голяма шанца – 6-о място
- Сочи 2014
  - Индивидуално, нормална шанца – олимпийски шампион
  - Индивидуално, голяма шанца – олимпийски шампион
  - Отборно, голяма шанца – 4-то място

## Световни първенства по ски скокове
- Оберстдорф 2005
  - Индивидуално, нормална шанца – не се класира
  - Индивидуално, голяма шанца – 37-о място
  - Отборно, нормална шанца – 6-о място
  - Отборно, голяма шанца – 9-о място
- Сапоро 2007
  - Индивидуално, нормална шанца – 13-о място
  - Индивидуално, голяма шанца – 11-о място
  - Отборно, голяма шанца – 5-о място
- Либерец 2009
  - Индивидуално, нормална шанца – 30-о място
  - Индивидуално, голяма шанца – 32-ро място
  - Отборно, голяма шанца – 3-то място
- Осло 2011
  - Индивидуално, нормална шанца – 4-то място
  - Индивидуално, голяма шанца – 24-то място
  - Отборно, голяма шанца – 4-то място
- Вал ди Фиеме 2013
  - Индивидуално, нормална шанца – 8-о място
  - Индивидуално, голяма шанца – 1-во място
  - Отборно, голяма шанца – 3-то място

## Световно първенство по ски полети
- Тауплиц 2006
  - Индивидуално, шанца за ски полети – 35-о място
  - Отборно, шанца за ски полети – 9-о място
- Оберстдорф 2008
  - Индивидуално, шанца за ски полети – 34-то място
  - Отборно, шанца за ски полети – 10-о място
- Планица 2010
  - Индивидуално, шанца за ски полети – 16-о място
  - Отборно, шанца за ски полети – 4-то място
- Викерсунд 2012
  - Индивидуално, шанца за ски полети – 10-о място
  - Отборно, шанца за ски полети – 7-о място

## Световното първенство за юноши по северни дисциплини
- Карпач 2001
  - Индивидуално, шанца за ски полети – 41-во място
  - Отборно, шанца за ски полети – 8-о място
- Солефтео 2003
  - Индивидуално, шанца за ски полети – 26-о място
  - Отборно, шанца за ски полети – 6-о място
- Стрин 2004
  - Индивидуално, шанца за ски полети – 16-о място
  - Отборно, шанца за ски полети – 2-ро място
- Рованеми 2005
  - Индивидуално, шанца за ски полети – 8-о място
  - Отборно, шанца за ски полети – 2-ро място

## Световна купа по ски скокове
- Сезон 2003/2004: -, 0 точки
- Сезон 2004/2005: 53-то място, 36 точки
- Сезон 2005/2006: 45-о място, 41 точки
- Сезон 2006/2007: 30-о място, 168 точки
- Сезон 2007/2008: 30-о място, 157 точки
- Сезон 2008/2009: 30-о място, 146 точки
- Сезон 2009/2010: 24-то място, 203 точки
- Сезон 2010/2011: 10-о място, 739 точки
- Сезон 2011/2012: 5-о място, 1078 точки
- Сезон 2012/2013: 3-то място, 953 точки
- Сезон 2013/2014: 1-во място, 1420 точки
- Сезон 2014/2015: 10-о място, 820 точки
- Сезон 2015/2016: 22-ро място, 295 точки
- Сезон 2016/2017: 2-ро място, 1524 точки

### Места на подиума в Световната купа по ски скокове
| Сезон     | 1-во място | 2-ро място | 3-то място | общо |
| --------- | ---------- | ---------- | ---------- | ---- |
| 2010/2011 | 3          | –          | –          | 3    |
| 2011/2012 | 2          | 2          | 3          | 7    |
| 2012/2013 | 2          | 2          | 1          | 5    |
| 2013/2014 | 6          | 3          | 2          | 11   |
| 2014/2015 | 2          | 2          | 1          | 5    |
| 2016/2017 | 7          | 3          | 2          | 12   |
| 2017/2018 | –          | 1          | –          | 1    |
| Общо      | 22         | 13         | 10         | 45   |

## Турнир на четирите шанци
- 54. Турнир на четирите шанци: 34-то място
- 55. Турнир на четирите шанци: 15-о място
- 56. Турнир на четирите шанци: 21-во място
- 57. Турнир на четирите шанци: 36-о място
- 58. Турнир на четирите шанци: 30-о място
- 59. Турнир на четирите шанци: 15-о място
- 60. Турнир на четирите шанци: 8-о място
- 61. Турнир на четирите шанци: 3-то място
- 62. Турнир на четирите шанци: 7-о място
- 63. Турнир на четирите шанци: 10-о място